# Södermanlands runinskrifter 102
Runinskrift Sö 102 är en runsten i Vävle, Jäders socken och Eskilstuna kommun, Österrekarne härad i Södermanland. Stenen står öster om landsvägen mellan Kjula och Björsund och 150 meter öster om avtagsvägen som går till Sundbyholm.

## Inskriften
Nusvenska: "Amoda lät resa denna sten efter Gunne, sin son. Gud hjälpe hans själ."